# Алексино (усадьба)
Усадьба Алексино (Усадьба Барышниковых) — имение дворян Барышниковых в селе Алексино в 18 км от Дорогобужа. Усадьба построена в конце XVIII — начале XIX века в стиле зрелого классицизма. Являлась крупнейшим центром дворянской усадебной культуры на Смоленщине. По мнению современных специалистов, усадьба в Алексино является одним из лучших и самых крупных усадебных ансамблей классицизма Смоленской области.

## История

### Российская империя
Строительство усадебного комплекса велось с начала 1780-х годов на протяжении сорока лет её владельцем И. И. Барышниковым. По-видимому, на первоначальном этапе автором проектов зданий усадьбы выступал М. Ф. Казаков, который и ранее выполнял заказы Барышникова на постройку зданий в Москве. На основании стилистических особенностей, современные исследователи относят к проектам работы Казакова постройки церкви Михаила Архангела, Андреевской крепости, конюшни, конторы, амбаров. Непосредственно строительство их велось под наблюдением ученика М. Ф. Казакова — крепостного архитектора В. Жданова.

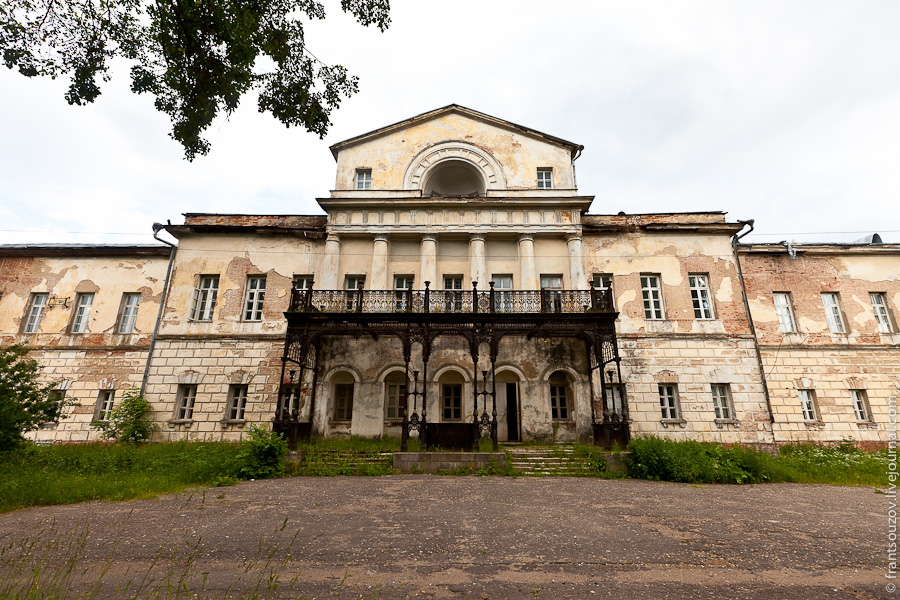
Главное здание усадьбы Алексино

С начала 1810 годов над проектами зданий усадьбы работал Доменико Жилярди. По мнению современных исследователей, его авторству принадлежат проекты главного усадебного дома (1819—1823 годы) и музыкального павильона (1810—1820 годы). На месте строительство возглавлял ученик Жилярди — крепостной архитектор Д. Поляков.
Последней по времени постройкой усадьбы является церковь Андрея Стратилата, возведённая в 1847 году сыном основателя усадьбы — А. И. Барышниковым. Формирование усадебного парка было в основном закончено к началу 1820-х годов.
На территории усадьбы были также устроены каскадные пруды, цветники, оранжерея. В имении Барышниковыми была собрана большая коллекция произведений искусства и прекрасная библиотека. При усадьбе существовали школа крепостных художников и оркестр крепостных музыкантов. В самом Алексино работала писчебумажная фабрика, конный завод, рос большой плодовый сад. На средства владельцев усадьбы в Алексино были построены двухэтажная кирпичная школа (1913) и каменная больница (1914).

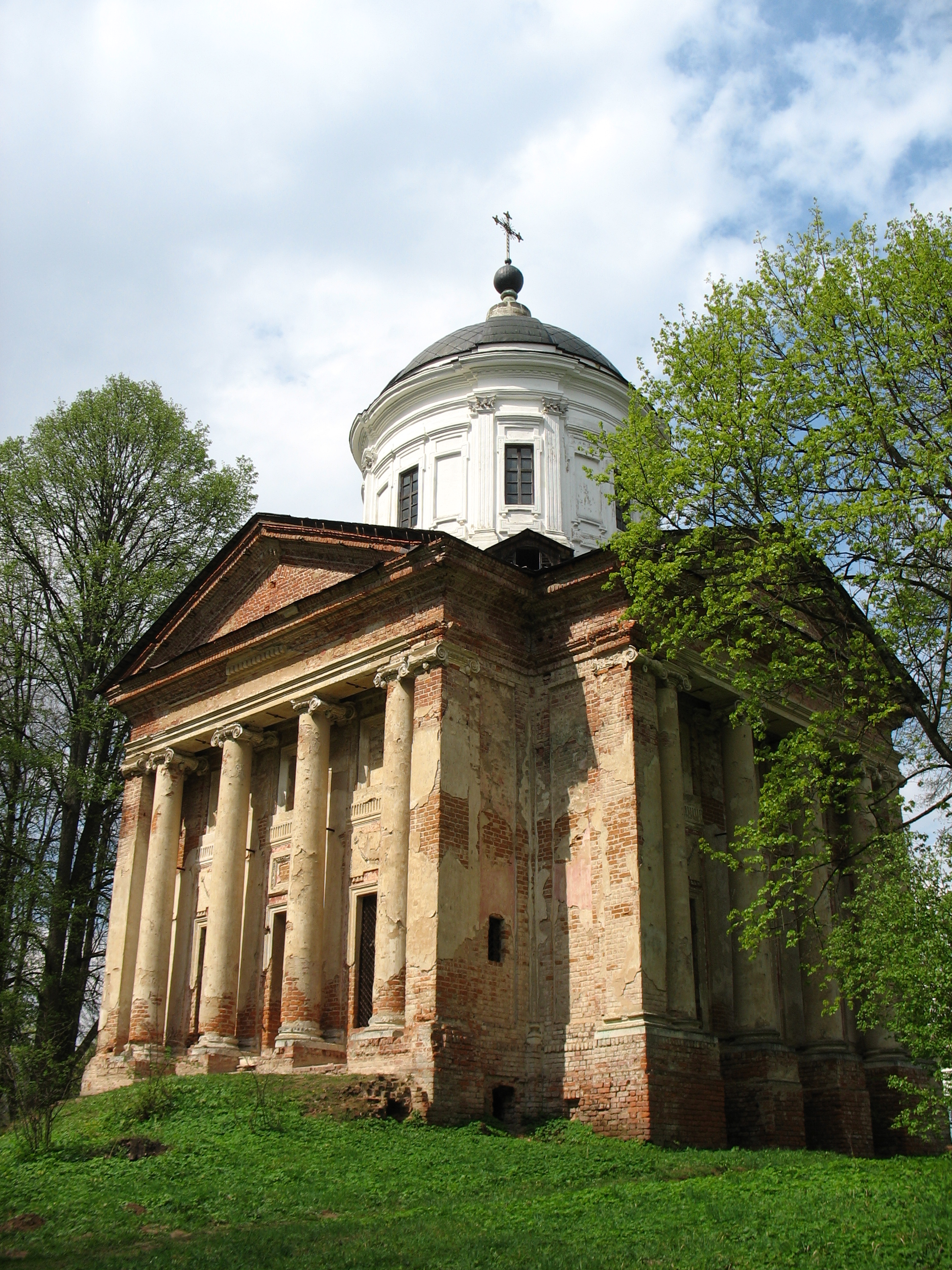
Церковь Михаила Архангела

### Советское время
После революции жизнь в Алексине сильно изменилась, Барышниковы пытались сохранить уникальные коллекции и архивные материалы. В 1919 году в Москву были вывезены полотна Ротари, Левицкого, Тропинина, Брюллова. Затем, в 1920-е годы, сестры Барышниковы передали в Москву ещё более 20 картин русских и западноевропейских художников. В 1927 году ценнейший архив семьи Барышниковых поступил в Смоленский областной архив.
В 1920 году здесь был открыт музей усадебного быта, некоторое время директором музея был Михаил Пришвин. По алексинским впечатлениям им была написана повесть «Мирская чаша». Тут же, в усадьбе, разместился конный завод № 16 им. Будённого. Во время Великой Отечественной войны усадьба сильно пострадала, продолжает разрушаться и сейчас. Большинство построек используется местными жителями.

## Сохранность

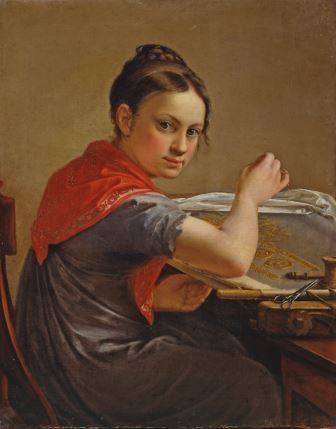
В. А. Тропинин. Золотошвейка. 1825 год. Национальная галерея Республики Коми. Картина из собрания в Алексино.

В настоящее время сохранились — дворец, служебные корпуса (один разрушен), два жилых флигеля, комплекс церквей Михаила Архангела и Андрея Стратилата, конюшни (полуразрушены), музыкальный павильон, избы, Андреевская крепость, склады и амбар, несколько парков и пруды.